# Bulbophyllum polygaliflorum
Bulbophyllum polygaliflorum är en orkidéart som beskrevs av Jeffrey James Wood. Bulbophyllum polygaliflorum ingår i släktet Bulbophyllum och familjen orkidéer. Inga underarter finns listade i Catalogue of Life.